# گذرنامه ترکمنستانی

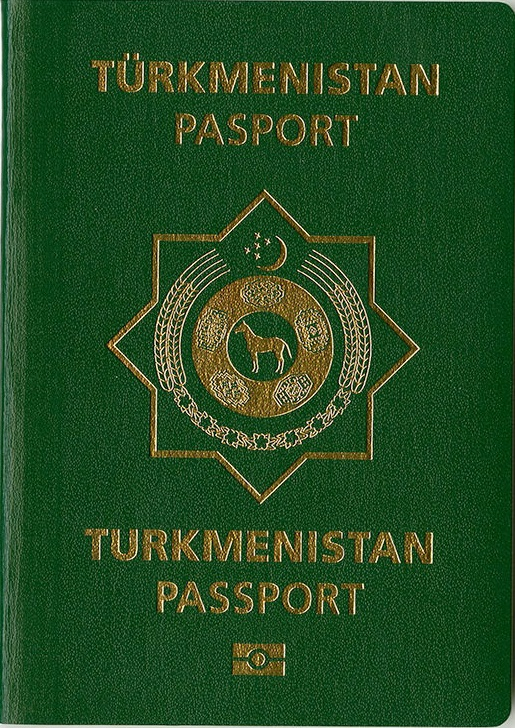
نمایی از یک‌نسخه گذرنامهٔ ترکمنستانی در سال ۲۰۰۸

گذرنامهٔ ترکمنستانی یک مدرک سفر بین‌المللی است که توسط کشور ترکمنستان صادر می‌شود و بنا بر داده‌های سال ۲۰۲۳، دارندگان آن می‌توانستند به ۵۲ کشور دیگر بدون دریافت ویزا سفر کنند یا ویزا را در بدو ورود دریافت نمایند. این گذرنامه بر اساس رتبه‌بندی شاخص گذرنامهٔ هنلی در سال ۲۰۲۳ در رتبهٔ ۹۲ قرار داشت.